# Tami T
Tami T (* 1987 in Göteborg), ehemals bekannt als Tami Tamaki, stammt aus Schweden und ist im Musikgeschäft tätig.

## Leben
Tami T wurde in Göteborg geboren. Mit Musik und Kunst lässt Tami T Gender und Geschlechtsidentität verschwimmen oder definiert sie neu. Tami T möchte die eigene Geschlechtsidentität ausdrücklich nicht festlegen.
Tami T war in der Jugend Mitglied in Punk-Bands und begann mit 18 Jahren, eigene Musik zu produzieren. 2013 zog Tami T von Göteborg nach Leipzig und begann, unter dem Namen Tami Tamaki aufzutreten. Die eigene Musik bezeichnete Tami T als „glitter electronica“. Der Durchbruch kam, als Tami Tamakis Lied I Never Loved This Hard This Fast Before in Ester Martin Bergsmarks im Jahr 2014 erschienenen Film Something Must Break gespielt wurde. Im März 2016 wurde der Künstlername Tami Tamaki auf Tami T gekürzt. Tami T wohnt heute in Stockholm.
Tami T veröffentlichte das Debütalbum High Pitched and Moist im Jahr 2019 beim Label Trannytone Records. Als Tami T in einem Interview für das Onlinemagazin FEM zum stark bearbeiteten Gesang am Album befragt wurde, war die Antwort: „Durch das Verändern meiner Stimme auf eine höhere Oktave sowie mit Hilfe von Autotune wurde die Stimme zu einer, mit der ich mich identifizieren konnte, und zu einem Instrument, mit dem ich arbeiten wollte.“
Tami Ts Musik wurde auch in der norwegischen Fernsehserie Skam gespielt. Zudem hat Tami T das Lied A Part of Us auf Fever Rays im Jahr 2017 erschienenen Album Plunge mitproduziert. Die beiden gingen außerdem gemeinsam auf Tour.

## Diskografie

### Studio-Alben
- High Pitched and Moist (2019)